# Чандраганта
Чандраганта — третья форма богини Дурги в индуизме. Её имя Чандра - Гханта, означает «тот, у кого есть полумесяц в форме колокола». Её третий глаз всегда открыт, и она всегда готова к войне с демонами». Она также известна как Чандракханда, Чандика или Раннчанди. Её поклонение происходит на третий день Наваратри (девять божественных ночей Навадурги). Считается, что она награждает своей грацией, храбростью и отвагой и по её милости будут искоренены все грехи, страдания и душевные невзгоды верующих. Также она предстает в образе жены.

## Легенда
Согласно Шиве Маха Пуране, Чандрагханта - это «Шакти» Господа Шивы в форме Чандрашекхары. Каждый аспект Шивы сопровождается Шакти, поэтому они Ардханаришвара.

## Форма
У Чандраганты десять рук, две из которых держат Тришулу (трезубец), Гаду (булаву), стрелу, хадак ( меч), Камалу (цветок лотоса), Гханту (колокольчик) и камандал (горшок), в то время как одна из её рук остается в позе благословения или абхайямудре (рассеивание страха). Она едет на тигре или льве в качестве своего транспортного средства, что олицетворяет храбрость и отвагу, она носит полумесяц с изображением колокольчика на лбу и имеет третий глаз посередине лба. Цвет её лица золотистый. Шива рассматривает форму Чандрагханты как прекрасный пример красоты, очарования и грации.
Чандраганта едет на тигре или льве, однако, согласно многим священным писаниям, есть упоминания «Симхасана», «Симхарудха», которые относятся ко льву (Симха) как верхом (Рудха) или к тому, что они сидят как (Асана) богинями. Эта форма Деви Чандрагханты является более готовой к воину и явно агрессивной формой, которую принимает богиня Дурга, однако, несмотря на то, что она украшена различным оружием, она также одинаково заботлива, доброжелательна и олицетворяет материнские качества своим преданным. Хотя основной причиной этой формы были демоны разрушения, её довольно жестокое изображение приносит с собой поддержку, заключающуюся в том, что молитва к ней может дать человеку бесстрашие. В остальном она является воплощением безмятежности.
Те, кто предан Чандраганте и поклоняются ей, развивают ауру божественного великолепия. Чандраганта готова уничтожить нечестивых, но для тех, кто предан она добрая и сострадательная мать, изливающая мир и процветание. Известно, что во время битвы между ней и демонами громовой звук, издаваемый её колоколом, парализовал и оглушал демонов. Она всегда готова к битве, что свидетельствует о её стремлении уничтожить врагов своих преданных, чтобы они могли жить в мире и процветании. Её обитель находится в чакре Манипура.

## Молитвы

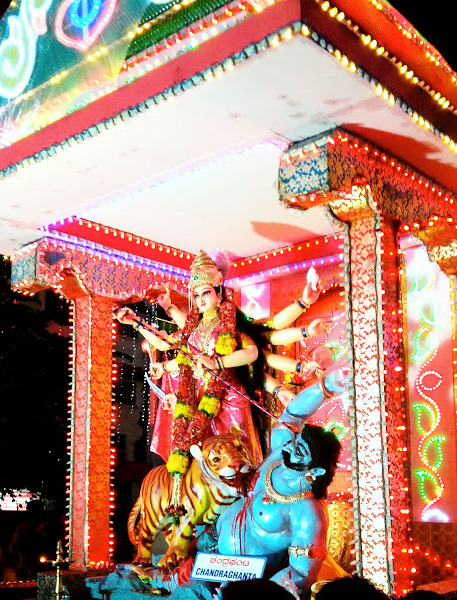
Идол Чандраганты на картинах во время процессии Мангалор Дасара.

### Мантра
ॐ देवी चंद्रघण्टायै नम:
О Деви Чандрагантай Намах

### Дхьян Мантра
पिण्डज प्रवरारूढ़ा चण्डकोपास्त्रकैर्युता। प्रसीदम तनुते महयं चन्द्रघण्टेति विश्रुता ।।
Пиндадж Pravarārudha Chandakopastrakairyutā Prasādam Tanute Mahyām Chandraghanteti Vishrutā.

## Использованная литература
1. ↑  Goddess Chandraghanta. DrikPanchang. Дата обращения: 26 февраля 2015. Архивировано 9 октября 2021 года.